# 卜睿哲
卜睿哲（英語：Richard C. Bush III，1947年11月21日—），美国外交官及學者，哥伦比亚大学政治学博士，曾於國防部、國務院任職，並於1997年至2002年間出任美國在台協會理事主席。他長期關注亚洲事務，自2002年起擔任布魯金斯學會東北亞研究中心主任，研究領域涵蓋亞洲政治，尤其關注美国、日本、臺灣問題、朝鮮半島問題等國際關係。

## 生平
2014年10月28日，針對中華民國的民主進步黨立法委員指控卜睿哲與卡內基國際和平基金會研究副總裁包道格的發言是力挺中國國民黨，卜睿哲出席台北論壇基金會研討會時回應，他要進一步了解「民進黨朋友」說了什麼，但他從未試圖告訴台灣選民如何投票；他自嘲，如果他與包道格的發言能影響台灣選舉，「很適合政治科學家好好研究」。
2014年12月28日，卜睿哲接受中評社專訪時，評論不同時期中華民國總統的政策，「馬英九追求的政策『可以說是』（arguably）比陳水扁在特定時期追求的政策更符合美國的利益。我們的看法是：台灣人民想選舉某人做領導，有他們的理由；但美國在其中有利益。如果台灣政府選擇的政策與美國的利益一致，就像馬（英九）政府期間這樣，（美國在台協會理事主席）薄瑞光先生可能會輕鬆些；如果不是，台灣政策邁向另一個方向，事情則又不同。」卜睿哲說，其實陳水扁政府執政之初沒有追求激進的政策，陳水扁是在2002年他卸任美國在台協會理事主席之後才邁向另一個方向的，那是因為陳水扁不能與中華人民共和國政府方面進行接觸以推動其議程。
2016年12月13日，卜睿哲在布魯金斯學會網站發表一封致2016年美國總統選舉當選人唐納·川普的公開信，解釋美國一個中國政策的形成歷史，強調一中政策是美國自己採取並維繫，並非中國把一中政策強加於美國。他說，一中政策的核心是美國不追求兩個中國或一中一台，台灣不是交易的商品；如果美國拿一中政策來與中國談判，一旦北京當局重新調整和平統一的思維，結果將置台灣於不利處境。
2019年2月11日，卜睿哲發表寫給喜樂島聯盟總召集人郭倍宏的公開信，內容指出，沒有民主機制是完美的，公民投票不一定比其他機制更好，英國脫歐公投就是一個例子；郭倍宏等「深綠獨派」的想法事關美國國家利益，當美軍必須為台灣的安危冒生命危險時，美國領導人勢必權衡利弊得失，看犧牲是否值得且符合美國利益；美國支持蔡英文政府，原因是時任中華民國總統蔡英文的小心謹慎、不把美國的承諾視為理所當然。2019年2月13日，美國在台協會發言人孟雨荷（Amanda Mansour）說，「美國不支持台灣獨立公投，這是美國一直以來的政策」（It has been our longstanding policy that we do not support a referendum on Taiwan independence）。
2021年6月，卜睿哲在天下文化發表新書《艱難的抉擇：台灣對安全與美好生活的追求》中文版，說「我們連自己國家的失能都救不動了，竟然還有人敢找美國開藥單」。而在《艱難的抉擇》中文版上市前的2021年4月1日，卜睿哲接受《聯合報》視訊專訪時解釋，該書提到美國不應對台灣「開綠燈」，意即「美國不該告訴台灣領導人：你可為自己的未來採取任何行動，即使這將會引發戰爭，我們也會不計代價保衛你」。
2023年3月20日，卜睿哲在遠見·天下文化事業群「遠見2023高峰論壇」演講時說，儘管台灣與美國緊密聯盟，台北方面所定義的國家利益並不一定與華府相同，加上美國兩黨反中情緒發酵、中國大陸境內民族主義崛起，如果美中關係繼續惡化，台灣絕不會從中受益。卜睿哲表示，當台海發生軍事衝突，美國總統出兵馳援台灣以前，要諮詢美國國會與美國聯邦政府相關官員以了解戰爭是否由中國大陸發動，因為這牽涉到美軍在印太戰場的整體部署；中國大陸威脅恐嚇蔡英文政府的程度日益增強，這會日益增加美國馳援台灣的困難度，就如同蘇起演講內容所提的，美國至少必須花費數星期的時間馳援台海戰事；重點是，中國大陸領導者必須三思在台海發動衝突的代價。
2023年3月21日，蔡英文接見卜睿哲時說，卜睿哲是台灣的好朋友，每次見面都會就台美關係及區域情勢提供重要意見。同年，卜睿哲和布魯金斯研究所資深研究員何瑞恩（Ryan Hass）、「德國馬歇爾基金會」亞洲計畫主任葛來儀在合著的《美台關係–中國挑戰會導向衝突嗎？》中認為，除了中華人民共和國的軍事威脅更明顯強化，臺灣同時也面臨中國共產黨透過政治作戰逐漸侵蝕臺灣人民意志的危機，而後者通常被忽視，若不加以解決，也將對美國的利益造成更大傷害。

## 著作
- 2004年出版（暫譯）《歧異的目標：1942年迄今的台美關係》（At Cross Purposes: U.S.-Taiwan Relations since 1942）
- 2006年《台灣的未來》（Untying the Knot, 2010年中譯出版）
- 2007年《不一樣的戰爭：台灣的選擇，中國的焦慮，美國的挑戰》（A War Like No Other: The Truth About China's Challenge to America, 2010年中譯出版）
- 2010年《一山二虎：中日關係的現狀與亞太局勢的未來》（The Perils of Proximity: China-Japan Security Relations, 2012年中譯出版）
- 2013年《未知的海峽：兩岸關係的未來》（Uncharted Strait: The Future of China-Taiwan Relations, 同年中譯出版）
- 2016年出版（暫譯）《中国阴影下的香港：与利维坦共存》（Hong Kong in the Shadow of China: Living with the Leviathan）
- 2017年(暫譯)《“一個中國”政策的重點》Bush, Richard C. . Washington, D.C.: The Brookings Institution. 2017  [3 March 2017].
- 《艱難的抉擇：台灣對安全與美好生活的追求》（Difficult Choices: Taiwan's Quest for Security and the Good Life, 2021年中譯出版）